# Багатий тато, бідний тато
Багатий тато, бідний тато — книга, яку 1997 року написали Роберт Кійосакі та Шерон Лехтер. Наголошує на фінансовій грамотності (фінансовій освіті), фінансовій незалежності та створенні багатства шляхом інвестування в активи, інвестицій у нерухомість, початку бізнесу та володіння ним, а також підвищенні фінансової інтелектуальності для розвитку ділової та фінансової активності. Написана у стилі набору притч, нібито заснованих на житті Кійосакі.

## Схвалення і підтримка
Книгу продано накладом 32 мільйони примірників у понад 190 країнах світу, її перекладено 51 мовою. Американська ведуча ток-шоу та медіамагнат Опра Вінфрі схвалила книгу на своєму шоу. Іншим прихильником книги був Уілл Сміт, який сказав, що навчає свого сина фінансової відповідальності, читаючи книгу. Президент Дональд Трамп прочитав, схвалив книгу та порівняв її зі своєю книгою «Мистецтво укладати угоди», яка служила натхненною книгою для Кійосакі. Американський модний підприємець та інвестор Даймонд Джон назвав цю книгу однією зі своїх улюблених.

## Видавничий успіх
Книга була самостійно опублікована автором в 1997, перш ніж вона була комерційно використана, щоб стати бестселером New York Times. Відтоді було продано понад 32 мільйони примірників. У своїй аудіокнизі «Вибираю бути багатим» Кійосакі сказав, що кожен видавник відмовлявся публікувати його книгу. Тоді він зосередив свою увагу на ток-шоу та радіопередачах, де найбільший вплив на продаж його книг справило шоу Опри Вінфрі.

## Книгопис
- Rich Dad Poor Dad: What the Rich Dad Teach Their Kids About Money That the Poor and Middle Class Do Not!, by Robert Kiyosaki and Sharon Lechter.  Warner Business Books, 2000. ISBN 0-446-67745-0